# Нагрудный знак парашютиста сухопутных войск
Нагрудный знак парашютиста сухопутных войск (в 1937—1939 годах нем. Fallschirmschützenabzeichen (Heer) и с 1943 года нем. Fallschirmschützenabzeichen des Heeres) — немецкий квалификационный знак личного состава воздушно-десантных частей сухопутных войск третьего рейха.

## Учреждение
1 апреля 1937 года  (по другим данным 4 октября 1936 года ) в Штендале по распоряжению ОКХ в составе германских сухопутных войск было создано собственное парашютное подразделение под названием Heers Fallschirm Infanterie Kompanie. В его состав входили штабное отделение, отделение связи, три взвода десантников-пехотинцев и тяжёлый взвод из трёх отделений: пулемётного, миномётного и сапёрного. Отбор в подразделение осуществлялся среди добровольцев, которые проходили ряд физических и психологических тестов. Уже в мае 1937 года личный состав приступил к прыжкам с парашютом. 1 июня 1938 года подразделение было развёрнуто в батальон, который принимал участие в Аннексии Судет. 1 января 1939 года подразделение было официально передано в состав люфтваффе (фактически уже с июля 1938 года батальон находился в оперативном подчинении у люфтваффе). 
1 сентября 1937 года по распоряжению Вернера фон Фрича для личного состава подразделения был утверждён отличительный квалификационный знак парашютиста. Первыми его получили 170 человек из числа личного состава подразделения, отвечающих критериям награждения. В течение 1937-1938 годов знаком были награждены 850 человек. С передачей батальона в состав люфтваффе, знак фактически был упразднен, а взамен его стал вручаться нагрудный знак парашютиста люфтваффе.
1 июня 1943 года знак был возрождён, в связи с развёртыванием специального отряда абвера Бранденбург в дивизию, и передачей этой дивизии в состав сухопутных войск. В феврале 1944 количество подготовленных десантников позволило развернуть в составе дивизии парашютный батальон. Парашютная подготовка состава, как и прежде, проводилась на базе люфтваффе, но награждались парашютисты уже знаком сухопутных войск. Кроме того, в октябре 1943 года в составе войск СС было создано собственное десантное подразделение SS-Fallschirmjäger-Btl 500 и часть личного состава этого подразделения также получила знаки парашютистов сухопутных войск (другая часть получила знаки люфтваффе, так как армейских знаков не хватало)

## Описание
Знак представляет собой оксидированный позолоченный венок из дубовых листьев, переплетённых внизу знака лентой. В верхней части венка изображён имперский орёл со свастикой. В венок вписан посеребренный пикирующий орёл. Орёл и венок скреплены двумя заклёпками. Оборотная сторона знака плоская, с игольчатым креплением. Знак изготавливался из алюминиевого сплава или серебра. Знак изготавливался только компанией C E Juncker и известен в трёх модификациях: двух до 1939 года, и одной 1943 года, повторяющей 2 тип раннего знака . На оборотной стороне знака нередко гравировалась имя владельца и номер знака. 
С 1957 года существует денацифицированная версия знака.
Знак необходимо отличать от знака парашютистов люфтваффе, который также существовал в третьем рейхе. На нём, в отличие от описываемого знака, в верхней части венка отсутствует имперский орёл, а свастику держит пикирующий орёл в лапах.

## Требования и вручение
Как и нагрудный знак парашютиста люфтваффе, этот знак вручался военным, получившим соответствующую подготовку и совершившим не менее 5 прыжков с парашютом. Для дальнейшего ношения знака необходимо было совершать не менее 6 прыжков в течение 12 месяцев.
Знак был номерным, вручался в коробке, к нему вручалось соответствующее удостоверение.
Знак носился на левой стороне формы, ниже груди.